# Когда лучший друг — гей
«Когда лучший друг — гей» (англ. G.B.F.) — американская кинокомедия 2013 года.

## Сюжет
Действие происходит в провинциальной американской школе. Ученицы пустились в погоню за новым модным веянием: они соревнуются, кто из них первым обзаведётся другом-геем. Напряжённая борьба за лидерство принимает неожиданный оборот. Таннер, местный красавчик, является одним из немногих  геев в учебном заведении, кто годится на эту роль. Но пока девушки изо всех сил пытаются заполучить этот модный атрибут, парню приходится выбирать между внезапно свалившейся на его голову популярностью и старыми друзьями, которых он медленно, но верно начинает терять.

## В ролях
- Майкл Уиллетт — Таннер
- Наташа Лионн — миссис Хегель
- Саша Питерс — Фосетт
- Андреа Боуэн — Шлей
- Пол Яконо — Брент ван Кемп
- Джоджо — Соледад
- Эванна Линч — Маккензи Прайс

## Отзывы
Деннис Харви на странице издания Variety отозвался о фильме как о добродушно-мультяшной и довольно милой комедии, назвав её новой версией «Бестолковых», «Дрянных девчонок» и «Девушки в розовом» в интерпретации молодых геев.

## Комментарии
1. ↑  Сокращение от Gay Best Friend (рус. Лучший друг-гей).